# Ebba Brahe (Schiff)
Die Ebba Brahe ist eine Doppelendfähre der schwedischen Trafikverket Färjerederiet in Vaxholm.

## Geschichte
Die Fähre wurde unter der Baunummer 228 auf der Werft Lunde Varv och Verkstads im Ramvik gebaut. Da die Abmessungen der Fähre zu groß für die Schleusen des Göta-Kanals sind, wurde sie in Einzelteilen nach Karlsborg gebracht und dort bei Rödesunds Slip zusammengebaut. Die Fähre wurde am 17. März 1990 an die Gemeinde Jönköping abgeliefert, die sie auf dem Vättersee zwischen Gränna und der Insel Visingsö in Dienst stellte.
Das Schiff wurde 2004 umgebaut. Dabei wurden unter anderem die Antriebsmotoren ersetzt. Ab Anfang 2012 wurde die Fähre von Trafikverket Färjerederi auf der Fährverbindung zwischen Gränna und Visingsö betrieben. Im Sommer 2014 wurde auf der Fährverbindung über den Vättersee die Fähre Braheborg in Dienst gestellt.

## Technische Daten und Ausstattung
Das Schiff wird von vier Volvo-Penta-Dieselmotoren angetrieben. Gebaut wurde es mit vier Motoren des Typs TAMD 122A mit 798 kW Leistung. 2004 wurden die Antriebsmotoren durch vier Motoren des Typs TAMD D12 mit 1176 kW Leistung ersetzt. Die Geschwindigkeit der Fähre beträgt 10 kn.
Die Fähre verfügt über ein durchlaufendes Fahrzeugdeck mit drei Fahrspuren, das über herunterklappbare Rampen an beiden Enden zugänglich ist. Auf beiden Seiten der Fähre befinden sich Aufbauten, in denen unter anderem Aufenthaltsräume für die Passagiere untergebracht sind. Die Aufbauten beschränken die beiden äußeren Fahrspuren auf eine nutzbare Höhe von 2,15 m. Das Fahrzeugdeck ist größtenteils nach oben offen. In der Mitte ist es vom Steuerhaus überbaut.
Die Passagierkapazität beträgt 297 Personen. Auf dem Fahrzeugdeck können 20 Pkw befördert werden.